# 戊酸睾酮
戊酸睾酮（英語： 或 ，也称作雄-4-烯-17β-醇-3-酮-17β-戊酸酯），是一种合成雄激素類药物，是睾酮17号C原子β羟基与正戊酸酯化的产物，常用于兽医学，通过肌肉注射给药，比睾酮有着更长时间的药效。